# Produkcja bananów w Islandii

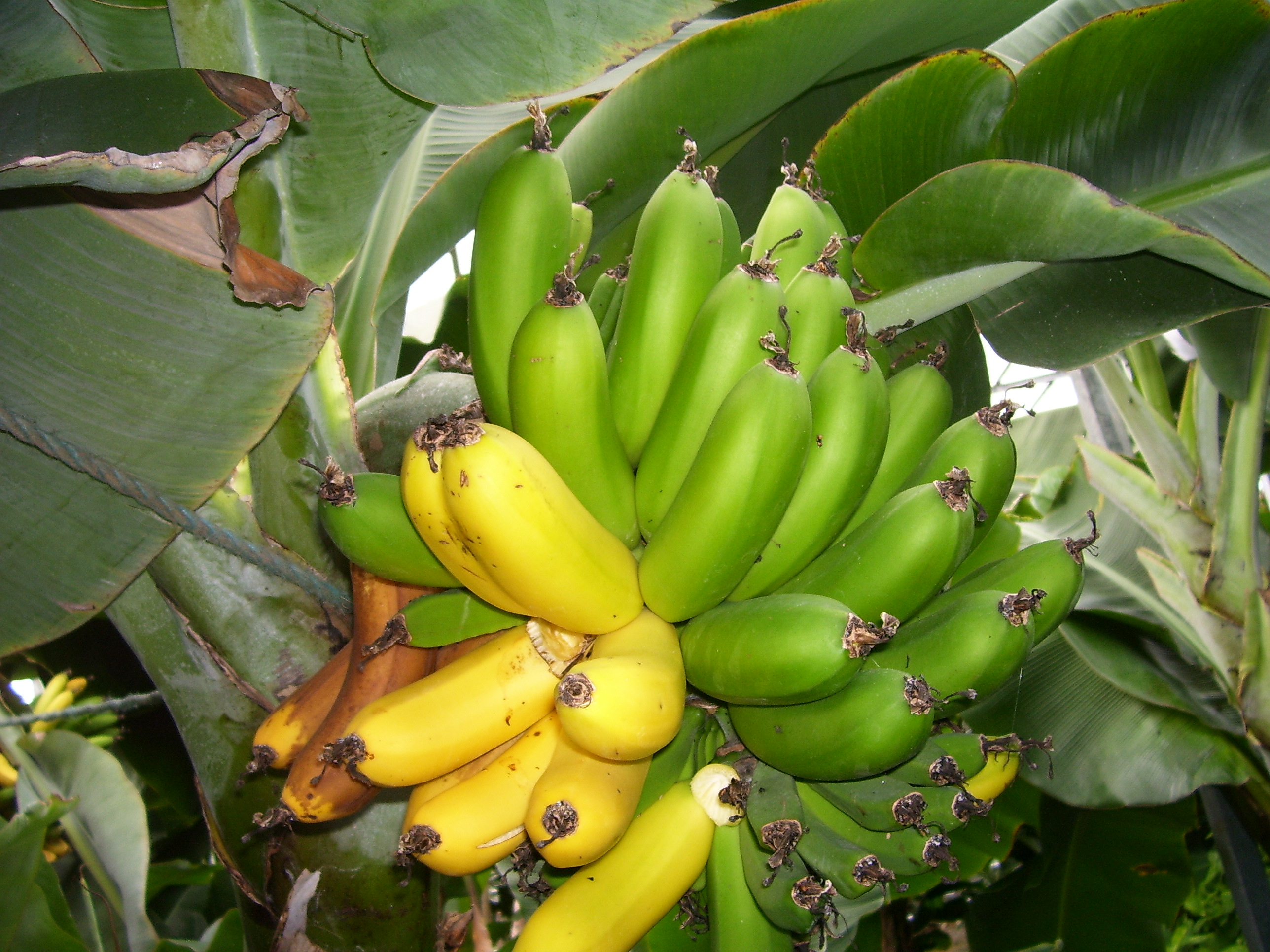
Owoce bananowca rosnące w szklarni na Islandii

Produkcja bananów w Islandii – rozwijający się głównie w latach 40. i 50. XX w. sektor rolnictwa Islandii obejmujący uprawę bananowców w szklarniach przy użyciu energii geotermalnej.

## Historia
Pierwsze islandzkie banany zostały wyprodukowane w 1941 roku. Rozpoczęcie ich uprawy zostało spowodowane wysokimi kosztami sprowadzania tych owoców z zagranicy (wysokie koszty transportu, państwa europejskie ogarnięte II wojną światową oraz cło na owoce importowane) przy jednoczesnych niskich kosztach ogrzewania szklarni za pomocą energii geotermalnej i dostępności terenów pod zabudowę. Okres największej produkcji tych owoców miał miejsce od roku 1945 do końca lat 50. XX w. W 1960 roku rząd Islandii zadecydował o zniesieniu cła na importowane owoce, co zakończyło rodzimą produkcję bananów. Islandzkie banany nie były konkurencyjne cenowo wobec produktów importowanych, a czas ich uprawy był dużo dłuższy od czasu uprawy w krajach o większym nasłonecznieniu – dojrzewanie zajmowało nawet do dwóch lat.
Po produkcji bananów w Islandii na większą skalę pozostała jedynie jedna szklarnia z ok. 600–700 bananowcami należąca do Islandzkiego Uniwersytetu Rolniczego. Roczna produkcja wynosiła od 500 do 2000 kg. Banany tam uprawiane nie trafiają jednak do sprzedaży. Wszystkie banany sprzedawane na Islandii są importowane, a roczny import tych owoców wynosi ok. 18 kg/os.
Pomimo niewielkiej produkcji bananów, rozpowszechniła się w Islandii legenda miejska mówiąca, że kraj ten jest największym producentem tych owoców w Europie. Stało się to głównie za sprawą pojawienia się takiej informacji w emitowanym przez BBC teleturnieju QI. W rzeczywistości największymi europejskimi producentami bananów są Francja (na Martynice i w Gwadelupie) oraz Hiszpania (na Wyspach Kanaryjskich), jednak na obszarze Europy to Islandia jest krajem z największymi uprawami bananowców.